# ريوتا موريأوكا
ريوتا موريأُوكا (باليابانية: 森岡 亮太) (مواليد 12 أبريل 1991) هو لاعب كرة قدم ياباني يلعب حاليا لصالح شلوسك فروتسلاو في الدوري البولندي الممتاز. يلعب مع منتخب اليابان لكرة القدم منذ عام 2014.

## مسيرته الكروية
لعب ريوتا موريأوكا خلال مسيرته الاحترافية مع 5 أندية في ثلاثة عشر موسمًا وسجل خلالها 55 هدفًا ضمن 270 مباراة. ولم يفز بأي موسم بالكأس أو بالدوري.
خاض ريوتا موريأوكا مسيرته مع نادي فيسيل كوبه في موسم 2010 ليلعب معه ستة مواسم، مشاركًا في 131 مباراة سجل خلالها 17 هدفًا. ثم انتقل إلى نادي شلوسك فروتسلاو في موسم 2015–16 ولمدة موسمين، حيث شارك في 51 مباراة سجل خلالها 15 هدفًا. لينتقل بعدها إلى نادي رويال أندرلخت في موسم 2017–18 ولمدة موسمين، مشاركًا في 22 مباراة سجل خلالها 6 أهداف. ثم انتقل إلى نادي رويال شارلروا في موسم 2018–19 ولمدة موسمين، مشاركًا في 42 مباراة سجل خلالها 10 أهداف.

## وصلات خارجية
- ريوتا موريأوكا على موقع رابطة كرة القدم اليابانية للمحترفين (اليابانية)
- ريوتا موريأوكا على موقع قاعدة بيانات كرة القدم.إي يو (الإنجليزية)
- ريوتا موريأوكا على موقع ناشيونال فوتبول تيمز (الإنجليزية)
- ريوتا موريأوكا على موقع Soccerway.com (الإنجليزية)
- ريوتا موريأوكا على موقع عالم كرة القدم.نت (الإنجليزية)
- ريوتا موريأوكا على موقع كووورة

- National Football Teams
- Japan National Football Team Database